# Szkoła przy ul. Otwockiej 3 w Warszawie

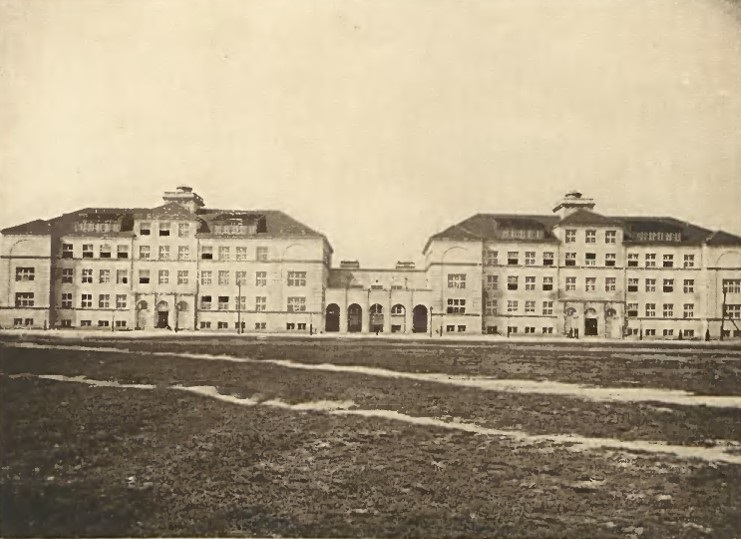
Kompleks budynków szkolnych w latach 20. XX wieku

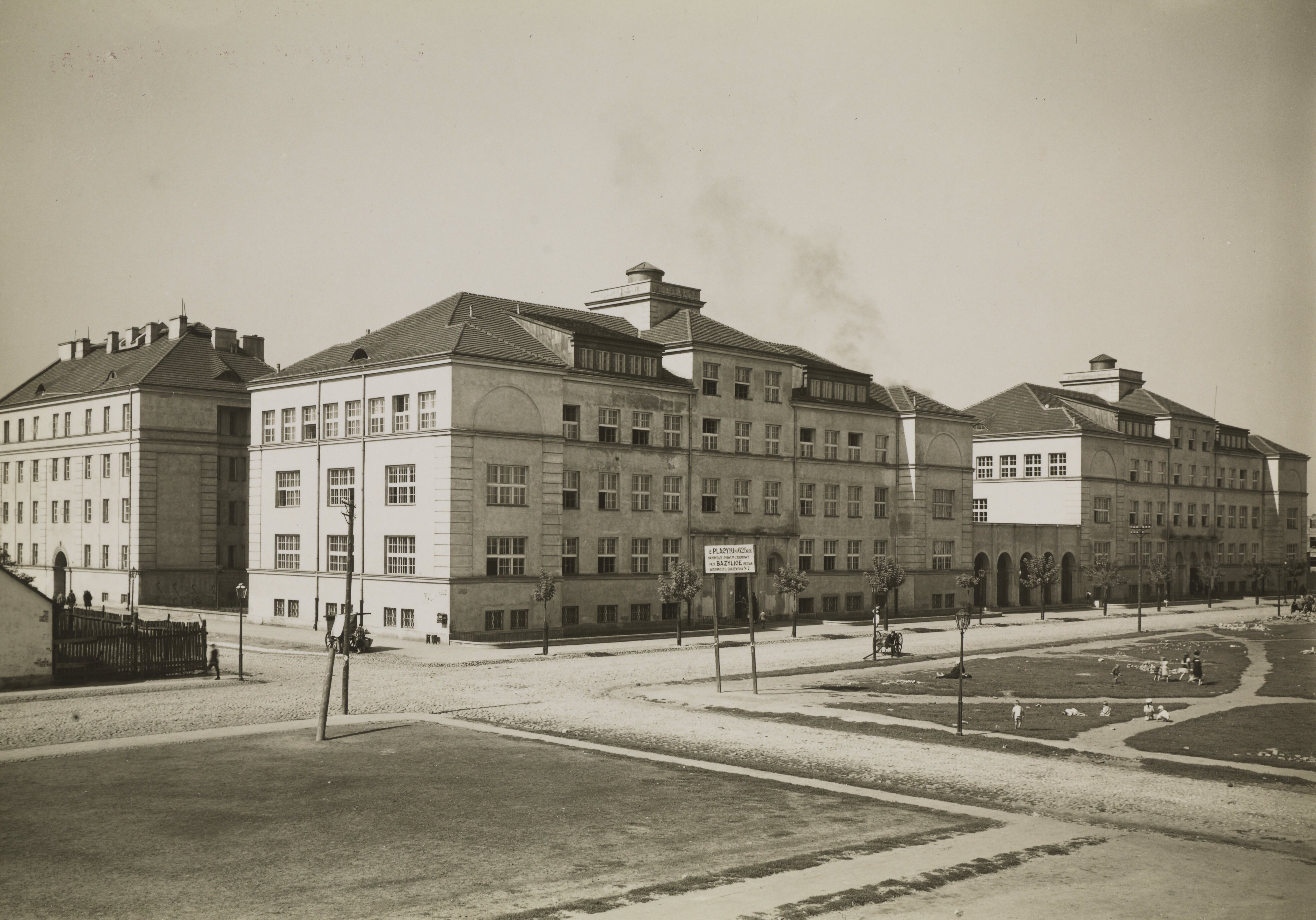
Kompleks w dwudziestoleciu międzywojennym

Szkoła przy ul. Otwockiej 3 w Warszawie – kompleks budynków szkolnych wybudowany w 1925–1927 w tzw. stylu magistrackim wg projektu Konstantego Sylwina Jakimowicza, wpisany do rejestru zabytków województwa mazowieckiego.

## Lokalizacja
Zespół budynków znajduje się w dzielnicy Praga-Północ, w obszarze MSI Szmulowizna, na Michałowie, przy ul. Otwockiej 3 (adres szkół), Łochowskiej 40 i Siedleckiej 29 (budynki mieszkalne).

## Historia

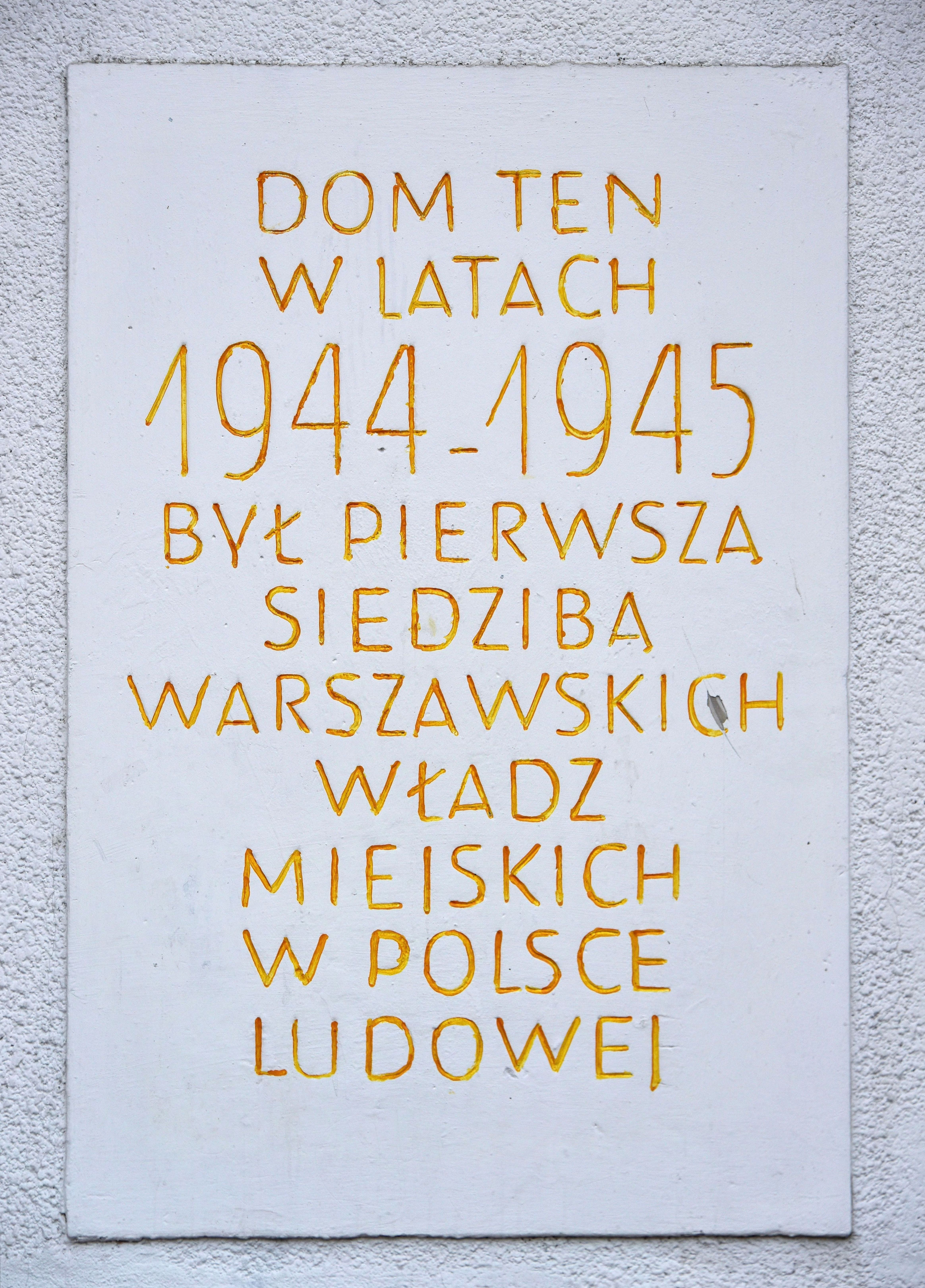
Tablica pamiątkowa na frontowej ścianie budynku

Gmach szkolny został wybudowany w latach 1925–1927 jako jeden z ośmiu pierwszych murowanych budynków szkolnych wzniesionych w Warszawie po odzyskaniu przez Polskę niepodległości. Dekretem z 7 lutego 1919 wprowadzono obowiązek siedmioletniej szkoły powszechnej. Budowę gmachów szkolnych zainicjowała w 1922 rada miejska, powołując komisję specjalną rozszerzenia sieci szkolnej w Warszawie i komitet budowy gmachów szkolnych, które miały zająć się rozbudową infrastruktury oświatowej według nowoczesnych wytycznych.
Zespół przy ul. Otwockiej pełni swą pierwotną funkcję nieprzerwanie od ok. 1927–1928, z wyłączeniem okresu II wojny światowej. Przez kilkadziesiąt lat w gmachu miała swą siedzibę szkoła (powszechna, później podstawowa nr 126). Pierwotnie jako szkoła prywatna, utrzymywana z funduszy Towarzystwa św. Wincentego a Paulo, mieściła się w budynku przy ul. Kawęczyńskiej 41. Po odzyskaniu przez Polskę niepodległości w 1918 szkołę upaństwowiono i przydzielono jej numer 79, zmieniony w styczniu 1922 na numer 126. Przez pewien czas szkoła działała w baraku przy ul. Ząbkowskiej 43. Szkołę przeniesiono 12 lutego 1928 do nowego gmachu przy ul. Otwockiej. Szkołę wyposażono m.in. w pracownie: gospodarstwa domowego, robót (zajęć technicznych) z zakresu stolarstwa, ślusarstwa, introligatorstwa, zabawkarstwa i wykonywania pomocy naukowych, gabinet lekarski, gabinet psychologa, radiowęzeł i bibliotekę, w świetlicy wyświetlano filmy i przeźrocza. Działały tu liczne organizacje społeczne, m.in. PCK i harcerstwo, i kółka zainteresowań. Szkoła miała charakter eksperymentalny, często odwiedzali ją pedagodzy i uczeni z zagranicy. Szkoła nr 126 nosiła imię Józefy Joteyko, profesor College de France, Państwowego Instytutu Pedagogiki i Wolnej Wszechnicy Polskiej. Jej kierowniczką była Stefania Usarkowa, żona dyrektora Gimnazjum Władysława IV Leona Usarka. W tym samym budynku mieściły się szkoły nr 130 i 192.
17 stycznia 1932 szkole nr 192 nadano imię XIX-wiecznego poety i społecznika, uczestnika powstania styczniowego Adama Asnyka. W latach 50. imię to przyjęła szkoła 126 po połączeniu placówek.
Wraz z wybuchem II wojny światowej w budynku urządzono szpital. Jednak ze względu na bliskość często bombardowanych linii kolejowych i dworców szpital ewakuowano. Podczas okupacji niemieckiej gmach został zajęty na koszary niemieckiej żandarmerii. Część wyposażenia i pomocy naukowych przeniesiono do budynku kurii biskupiej przy ul. Kawęczyńskiej 49, gdzie szkołom udostępniono dwa piętra (szkole nr 126 – III piętro, szkole nr 30 – IV piętro). Tu i w bazylice Najświętszego Serca Jezusowego zorganizowano tajne nauczanie historii i geografii – przedmiotów zakazanych przez niemieckiego okupanta.
12 września 1945 budynek zajął oddział I Armii Wojska Polskiego, a następnie, po zajęciu całej prawobrzeżnej Warszawy przez wojska radzieckie i polskie we wrześniu 1944 w gmachu miały siedzibę władze miejskie Warszawy, które po wyzwoleniu lewobrzeżnej części miasta w 1945 przeniosły się do budynku Banku Gospodarstwa Krajowego w Alej Jerozolimskich. Dla upamiętnienia tego wydarzenia w drugiej połowie lat 40. na frontowej ścianie budynku wmurowano tablicę o treści: Dom ten w latach 1944–1945 był pierwszą siedzibą warszawskich władz miejskich w Polsce Ludowej.
Szkoła wznowiła działalność we wrześniu 1945. Oprócz szkół powszechnych nr 126 i 192 zorganizowano tu też kursy pedagogiczne, a później liceum pedagogiczne, przeniesione w 1950 na ul. Czerniakowską. Działała pracownia robót stolarskich, metalowych i szklanych, działały koła zainteresowań (m.in. kółko żywego słowa, prowadzone przez Witolda Gawdzika, koło sportowe, fotograficzne i modelarstwa budowniczego, koło PCK). W 1950 szkoła liczyła 470 uczniów w 13 oddziałach.
W październiku 1976, w 60. rocznicę powstania szkoły, otrzymała ona sztandar. Wtedy też zorganizowano tu Izbę Pamięci Narodowej i Tradycji Szkoły. W latach 80. i 90. XX w. w szkole uczyło się ponad tysiąc uczniów.
W 1971 w skrzydle budynku od ul. Łochowskiej umieszczono Liceum Ekonomiczne nr 9. W 1991–1992 przeprowadzono remont tej części kompleksu.
W 1999 w szkole powstało Gimnazjum nr 32, a Szkoła Podstawowa nr 126 wygasła w 2002. W dniu 11 lutego 2005 gimnazjum otrzymało imię Adama Asnyka i sztandar szkoły. W 2011 ponownie utworzono tu szkołę podstawową, z numerem 354, tworzącą wraz z gimnazjum Zespół Szkół nr 112. W roku szkolnym 2017/2018 i 2018/2019 w gmachu zlokalizowano też tymczasowo Szkołę Podstawową nr 30, przeniesioną tu na czas remontu budynku przy ul. Kawęczyńskiej. Obecnie szkoła podstawowa nr 354 liczy 315 uczniów w 16 oddziałach.
W drugiej dekadzie XXI w. przeprowadzono prace modernizacyjne, adaptując poddasze północnego skrzydła szkoły na sale lekcyjne, usuwając oryginalne ogrodzenie od ul. Łochowskiej i wstawiając nowe na podwórzu, odpowiadające obecnym podziałom własnościowym. Od 2012 w budynku znalazła się też Poradnia Psychologiczno-Pedagogiczna nr 5, przeniesiona tu z ul. Sierakowskiego, dla której zorganizowano osobne, nowe wejście – między skrzydła gmachu szkolnego wstawiono dodatkową klatkę schodową, co zniekształciło jego formę i zatarło odbiór fasady i pierwotny podział budynku na dwie bliźniacze części.
Zespół został wpisany do rejestru zabytków nieruchomych w 2018.

### Harcerstwo
Przy szkołach nr 57, 126 i 192 działała 12 Warszawska Drużyna Harcerska im. Króla Władysława Warneńczyka, założona w 1922 (przed wybudowaniem gmachu szkolnego), należąca do rejonu wizytacyjnego I–PR–Praga w Hufcu Harcerzy Warszawa-Praga. Jej drużynowymi byli m.in. Jerzy Dargiel i Wojciech Stefan Wyrobek.
W czasie II wojny światowej harcerze zorganizowani m.in. przez Wojciecha Wyrobka działali w strukturach konspiracyjnych poza harcerstwem oraz w Szarych Szeregach.
W 1947 i ponownie po okresie stalinizmu, w 1957, odnotowano w szkole działalność 12 Warszawskiej Drużyny Harcerskiej. Drużyna przejściowo tworzyła Szczep „Jakobinów” z 17 Warszawską Drużyną Harcerską. Od 1964 działał tam Szczep 12 Warszawskich Drużyn Harcerskich i Zuchowych im. Aleksego Dawidowskiego „Alka”, złożony z 4 drużyn: zuchów, harcerzy młodszych, harcerzy starszych oraz harcerek. W 1978–1981 szczepy w zespole szkół (szkole podstawowej oraz liceum i technikum) przy ul. Otwockiej połączono w jeden wspólny Szczep 12 WDHiZ/140 WDHSPS „Promieniści”, składający się w różnych latach z 2-–4 drużyn zuchowych, 3–4 harcerskich, 6–8 drużyn starszoharcerskich (ówcześnie HSPS) oraz klubu turystycznego; przy szczepie działał też krąg instruktorski. Harcerze nosili zielone barwy. Szczep 12 WDH uległ rozwiązaniu w 2003.

## Architektura
Zespół budowlany ma symetryczny układ. Składa się z trójskrzydłowego gmachu szkolnego w kształcie litery „T” i dwóch budynków mieszkalnych dla nauczycieli, stanowiących zintegrowaną i jednorodną całość. Budynki zostały usytuowane w zabudowie obrzeżnej w układzie kalenicowym. Jedynie skrzydło poprzeczne gmachu szkolnego, mieszczące dużą salę gimnastyczną, zlokalizowano w środku posesji, przedzielając wewnętrzne podwórze na dwie części. W łączniku między skrzydłami znajduje się mała sala gimnastyczna. Pomiędzy budynkiem szkolnym i kamienicami mieszkalnymi zachowano wolne, niezabudowane przestrzenie, otwierające widok na podwórze i boczne oraz tylne elewacje. Posesję między budynkami ogrodzono metalowym wysokim parkanem z dekoracyjnymi wspornikami, zachowanym współcześnie jedynie od ul. Siedleckiej. Dwa bliźniacze skrzydła szkolne wzdłuż ul. Otwockiej zostały spięte arkadowym łącznikiem, stanowiącym krużganek wokół niedużego dziedzińca. W 2012–2013 dziedziniec zabudowano dodatkową klatką schodową, silnie skontrastowaną z gmachem.
Wszystkie części zespołu mają jednorodną historyzującą formę – zarówno pod względem ukształtowania całej bryły, jak i detalu architektonicznego. Wymurowane i otynkowane budynki powstały na prostokątnych rzutach, w większości zostały nakryte wysokimi czterospadowymi dachami pokrytymi blachą. Kamienice mieszkalne mają cztery kondygnacje, część edukacyjna – pięć, jedynie środkowe, poprzednie skrzydło jest wyraźnie niższe.
Oba bliźniacze skrzydła szkolne mają centralnie umieszczone walcowate wieżyczki, a w połaciach dachowych – facjaty doświetlające pomieszczenia na poddaszu.